# Доисторическая Африка
Доисторическая эпоха на территории Африки является длиннейшей в истории человечества, поскольку именно здесь предположительно появились непосредственные предки современного человека и он сам. Однако если изучение древнего Египта и соседних с ним цивилизаций привлекало внимание учёных уже в античный период, то систематическое изучение истории других регионов Африки началось лишь в XIX веке.

## Плиоцен и плейстоцен
Наиболее ранние следы пребывания гоминид обнаружены в ряде мест на Восточно-Африканской рифтовой долине, например, в Олдувайском ущелье на территории современной Танзании. Считается, что наиболее ранние гоминиды возникли в Олдувае или где-то поблизости около 4 миллионов лет назад: к найденным здесь останкам относится австралопитек Люси.
В пачке Ломекви 3 (Кения) на западном берегу озера Туркана, недалеко от места находки кениантропа (Kenyanthropus), были найдены древнейшие в мире каменные орудия ломеквийской культуры возрастом 3,3 млн лет.
В Леди-Герару (Эфиопия) челюсть «раннего Homo» LD 350−1 датируется возрастом 2,80—2,75 млн лет, а форма зубной дуги была примитивной, примерно такой, как у олдувайского образца OH7 вида Homo habilis. В местонахождению Милле-Логия в пустыне Афар в долине реки Аваш в слое Сераиту (2,8—2,6 млн л. н.) нашли фрагмент теменной кости и верхние части правой и левой локтевых костей. В пачке Локалелей-1 (Lokalalei, Округ Туркана, Рифт-Валли) возрастом 2,6 млн лет найдены останки гоминид и каменные орудия, похожие на олдувайские. В слое Бокол-Дора 1 в Леди-Герару орудия, изготовленные по олдувайской технологии, датируются возрастом 2,61—2,58 млн лет. В Милле-Логии в слое Урайтеле (2,5—2,4 млн л. н.) нашли коронку моляра асимметричной ромбовидной формы, подобной коронкам Homo habilis и Homo erectus. Зуб Homo habilis из Начукуи датируется возрастом 2,34 млн лет. В Хадаре верхняя челюсть «раннего Homo erectus» AL 666-1 из Макаамиталу датируется возрастом 2,33 млн лет.
Древнейшие известные в мире орудия — грубые каменные изделия олдувайской индустрии — были изготовлены около 2,5 млн лет назад «человеком умелым». Примерно миллион лет спустя появляются более развитые ручные каменные топоры олдувайской, а затем ашёльской индустрии — их создал Homo erectus. Археологическое изучение этого периода было начато Луисом Лики и его семьей и концентрировалось на изучении раннего появления и использования орудий труда, огня и собраний в человеческом сообществе. Такие места, как Каламбо, являют собой прекрасно сохранившееся свидетельство данной деятельности.
Находки архаичных ранних Homo sapiens из марокканского Джебель-Ирхуда датируются возрастом от 240±35 тыс. лет до 378±30 тыс. лет
Средний каменный век Африки начался ~300 тыс. л. н. и продолжался до ~40—22 тыс. лет назад, в зависимости от исследуемой области (термины «ранний каменный век» (ESA), «средний каменный век» (MSA) и «поздний каменный век» (LSA) в контексте африканской археологии не следует путать с терминами нижний палеолит, средний палеолит и верхний палеолит).
В кенийской формации Олоргесайли (en:Olorgesailie) найдены сложные орудия (обсидиановые рубила) и пигментные красители (магнезия и охра) возрастом от 320 000 до 305 000 лет (en:Middle Stone Age).
Череп из Флорисбада, обнаруженный в Оранжевой провинции (ЮАР), имеет возраст 259 тыс. лет и является типовым для вида Homo helmei.
Микролиты из африканской пещеры Мумба Рок Шелтер (en:Mumba Cave) в Танзании датируются возрастом 130 тыс. лет. На рифе Абдур в Эритрее известна стоянка древнего человека возрастом около 125 тысяч лет, где были обнаружены раздробленные  кости крупных млекопитающих, каменные орудия труда, в том числе нож из вулканического стекла обсидиана, а также первый в мире «устричный бар». Во времена среднего каменного века Африки около 120 тыс. лет назад в Африке обитали охотники-собиратели, основным источником пищи которых была охота на крупных млекопитающих (мегафауну), в том числе слонов и африканских буйволов. Территория будущей пустыни Сахара в то время представляла собой луга, и вероятно, что первые люди предпочитали эти прерии в качестве среды обитания джунглям в центральной части континента. Народы, жившие на побережье, потребляли также морепродукты, и многочисленные остатки жизнедеятельности указывают на это.
Появление Homo sapiens впервые отмечается в археологических находках в Африке, датируемых около 100 тыс. лет назад. Вскоре он развил более совершенный способ изготовления кремнёвых орудий путём откалывания пластин от подготовленной сердцевины. Это позволяло лучше контролировать размер и остроту конечного орудия и вело к созданию сложных орудий, таких, как метательные камни и скребки, которые можно было насаживать на древки (копья, стрелы) или рукоятки (серпы). В свою очередь, такая технология позволяла охотиться более эффективно, что видно по атерийским орудиям.
В то же время люди активно начали осваивать природные ресурсы, занимаясь собирательством. Именно в это время был заселён бассейн реки Конго; совершенно иные, чем прежде, условия обитания и пища в этом регионе привели к созданию новых орудий и к выработке новых навыков. В это же время появляются первые произведения искусства: использование охры в ритуальных целях (для раскраски тела), возможно, также погребальные ритуалы.
Согласно гипотезе генетика Стивена Оппенгеймера, около 80 тыс. лет назад Африку покинула небольшая популяция анатомически современных людей, форсировав Баб-эль-Мандебский пролив («Врата Скорби»), который в то время напоминал в отдельных местах цепочку отмелей. И именно эта популяция, оказавшись в Азии, стала предковой для всех неафриканцев.

## Поздний каменный век
Поздний каменный век Африки (LSA) начинается со времени появления современного человека (Homo sapiens sapiens). В Африке он появился около 120 тыс. лет назад, то есть на 75-70 тыс. лет раньше, чем в Европе. Однако, как свидетельствуют находки в ряде пещер на юге и западе Африки: Дипклоф, Бломбос и др., технологическое развитие древнего человека происходило крайне медленно, «рывками». Отдельные достижения материальной культуры (символические изображения, закрепление наконечника копья клейким веществом и др.) проявлялись на короткое время локально и утрачивались вновь на долгие тысячелетия. В южноафриканском местонахождении Пиннакл Пойнт (en:Pinnacle Point) микролиты регулярно производились 71 тыс. л. н., в южноафриканской пещере Бордер Кейв (Ховисонс-портская индустрия) — 65—60 тыс. л. н., в формации Наисиусиу в Олдувае — 62—59 тыс. л. н., в кенийской пещере Энкапуне-Я-Муто — более 45 тысяч лет назад. Ховисонс-портская индустрия во многом предвосхищает[36] каменные орудия «позднего каменного века» (LSA), наступившего через 25 тыс. лет после исчезновения данной индустрии, около 40 тыс. лет назад. Она не имела потомков. После её исчезновения вновь появляются более примитивные технологии.

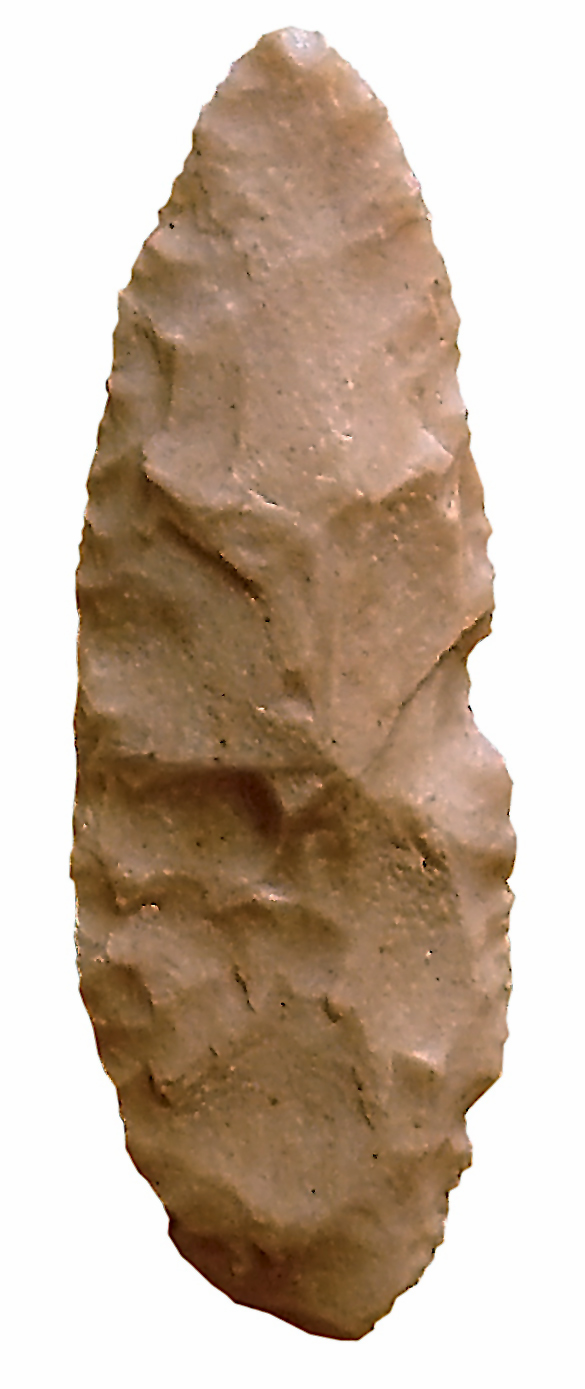
Африканский бифас (наконечник копья) из Поздний каменный век Африки

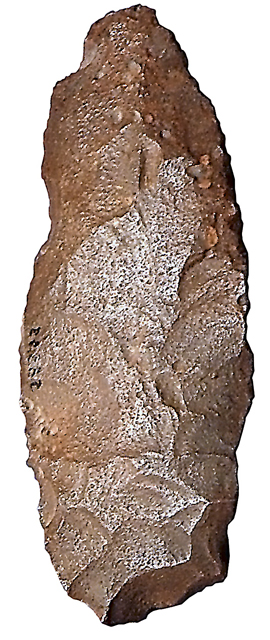
Африканский бифас (скребок) из «позднего каменного века» (LSA)

Черепа из Хофмейра в ЮАР (36,2 тыс. л. н.) и Назлет-Хатера в Египте (33 тыс. л. н.) не похожи ни на черепа современных негров, ни на череп Костёнки-14 с Маркиной горы (38,2—36,2 тыс. л. н.). Более того, негроидов в то время в Африке вообще ещё не было. Морфология позднеплейстоценового черепа Хофмейра идентифицируется как типичная для популяции, от которой произошли евразийские верхнепалеолитические современные люди.

## Эпипалеолит и неолит

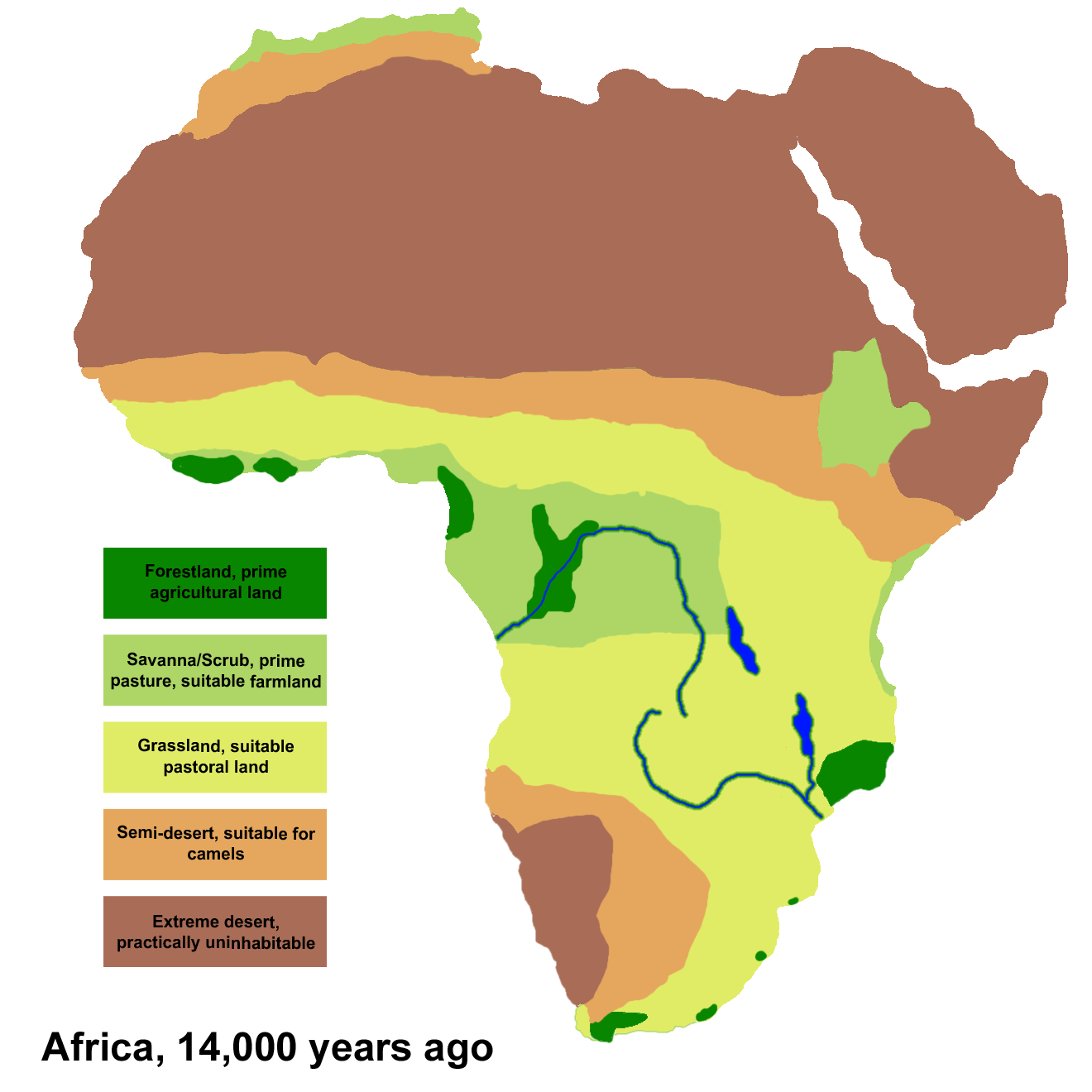
Африка 12 000 лет до н. э.

В ходе археологических исследований пещеры Меджиро (Mejiro Cave) установлено, что ранние поселенцы прибыли в Западную Африку около 12 000 лет до н. э. Микролитические каменные орудия того времени обнаружены в основном в регионе саванны, где обитали пастушеские племена, использовавшие точёные каменные лезвия и копья. Племена Гвинеи и лесистых прибрежных территорий в течение многих тысяч лет не использовали микролиты — их успешно заменяли костяные и другие орудия.
Технология микролитов получает широкое распространение в Африке около 10 тыс. лет до н. э. Она позволила создавать не такие грубые, как раньше, кремнёвые орудия — теперь их можно было прикреплять к рукоятке. Такие орудия использовались для сбора дикорастущих растений, раскалывания раковин, ловли рыбы, и их использование сделало рацион местных жителей более разнообразным. Эти благоприятные условия неолита привели к распространению людей по Африке по мере замены охоты и собирательства на земледелие и скотоводство. В других частях континента, однако, сохранялся палеолит.
Наиболее ранние свидетельства наличия в Африке керамики, культурных растений и одомашненных животных обнаружены на севере континента и относятся к периоду около 7000-6000 лет до н. э. Образ жизни того времени отражён в наскальном искусстве Сахары. По мере увеличения территории пустыни ввиду глобальных климатических изменений древние фермеры вынуждены были переселяться на юг и восток, в долины рек Нигер и Нил, распространяя с собой свои новые технологии. Топология и географическое распределение Y-хромосомных гаплогрупп показывают, что подавляющее большинство линий, общих для жителей Северной Африки и стран Африки к югу от Сахары, объединилось в течение последнего периода Зелёной Сахары, начавшегося 10,53 тыс. л. н. Носители Y-хромосомных гаплогрупп А3-М13/V4735 и E1b1a1-M2/Z15939 попали в Сахару из южных регионов, а носители Y-хромосомных гаплогрупп E1b1b1a1-M78/V32 и R1b1a2-V88 — из северных. Приход носителей гаплогруппы R1b1a2-V88 в Сахару датируется периодом от 8,67 до 7,85 тыс. л. н., а его основная внутренняя ветвь R1b-V1589 датируется возрастом 5,73 тыс. лет (время последнего периода Зелёной Сахары). По другим расчётам, носители гаплогруппы R1b1a2-V88 пришли в район озера Мега-Чад из Евразии ок. 5700—7300 лет назад (неолитический субплювиал).

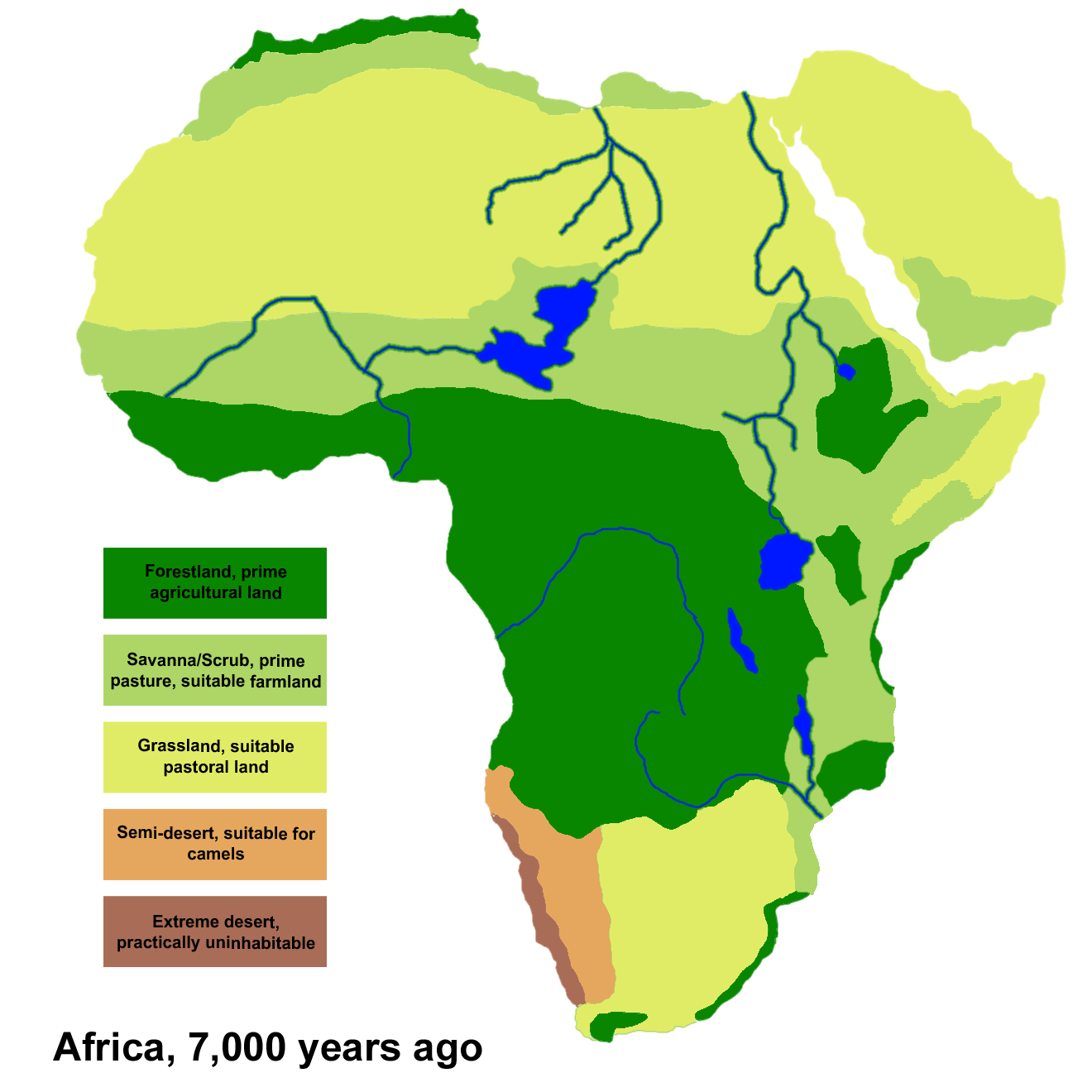
Африка 5000 лет до н. э.

На севере Африки, в регионе Сахары и Сахеля, эпоха неолита совпала с климатическим периодом неолитического субплювиала, когда на месте пустыни Сахары простиралась зелёная саванна. В 5 тысячелетии до н. э., когда предки современного населения Западной Африки начали заселять территорию Сахарской саванны, в Западной Африке получило распространение оседлое земледелие. Археологи обнаружили свидетельства наличия в этот период домашнего скота и злаков. Около 4 тысячелетия до н. э. в Западной Африке произошли крупные изменения: микролиты получили большее распространение в регионе Сахеля, где были изобретены примитивные гарпуны и рыболовные крючки. Сахара окончательно стала пустыней лишь около 3000 года до н. э.

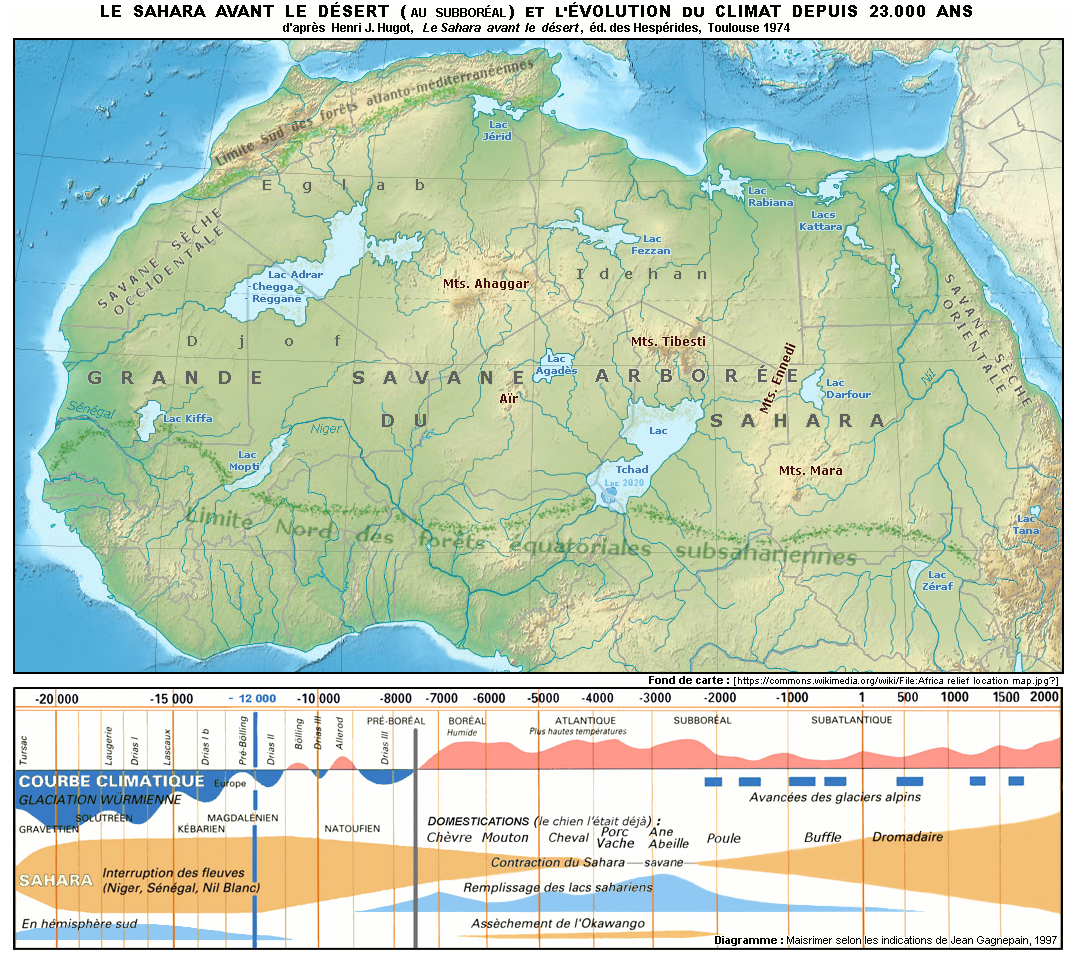
Сахара в суббореале (до опустынивания) и эволюция климата за 23 000 лет

Крупная миграция скотоводов из Сахеля (см. Миграция банту) произошла в 3 тыс. до н. э. Эти скотоводы столкнулись в районе Гвинеи с развитыми охотниками и собирателями. В этом регионе кремень встречался достаточно часто, что способствовало частому использованию микролитов для охоты. Видимо, миграция из Сахеля была вызвана окончательным высыханием Сахары, что в значительной мере стало причиной изоляции Западной Африки от культурных и технологических феноменов Европы и средиземноморского побережья Африки.
Современный североафриканский генофонд сохранил на низкой частоте эндемичный североафриканский эпипалеолитический компонент, который формирует понижающийся градиент с запада на восток Северной Африки, обратно пропорционально компонентам, поступавшим с Северную Африку с Ближнего Востока с обратными миграционными волнами, такими как неолитизация, арабизация.

## Бронзовый век и античность на севере Африки
Пшеница и ячмень, овцы и козы были завезены в Африку из Азии и довольно быстро нашли место в местном фермерском хозяйстве.
Производство железа в виде как плавки, так и ковки впервые появилось в Субсахарской Африке около 1200 г. до н. э. Распространение использования железа и технологий его обработки привело к улучшению оружия и позволило земледельцам повысить продуктивность своего хозяйства и накапливать избыточный урожай, что привело к росту городов-государств и постепенному их превращению в империи.
Около 400 года до н. э. произошёл контакт со средиземноморскими цивилизациями, в том числе с Карфагеном. Регулярную торговлю золотом через Сахару, как свидетельствует Геродот, осуществляли берберы. Торговля имела относительно небольшой масштаб вплоть до начала использования верблюдов как караванных животных. Средиземноморские товары были обнаружены археологами в колодцах-хранилищах на достаточном удалении от Средиземного моря, вплоть до Северной Нигерии.
Получила развитие выгодная торговля, в которой жители Западной Африки экспортировали золото, хлопковую ткань, металлические украшения и кожаные изделия на север через Сахару, а в обмен получали от берберов медь, лошадей, соль, текстиль и ожерелья. Позднее развились торговля слоновой костью, рабами и орехами кола.

## Африка эпохи металла
На большей части континента металлургия не играла важной роли вплоть до примерно 500 года до н. э., когда на юг континента распространились и медная, и чёрная металлургия, достигнув южного берега около 200 г. н. э. Широкое использование железа произвело революцию в фермерском хозяйстве банту, которые распространились по всей южной части континента, сгоняя со своих мест сообщества охотников и собирателей (пигмеев и бушменов).